# Theodore Holstein
Theodore „Ted“ David Holstein (* 18. September 1915 in New York City; † 8. Mai 1985) war ein US-amerikanischer theoretischer Physiker (Festkörperphysik, Atomphysik).
Holstein studierte an der New York University mit dem Bachelor-Abschluss 1935 und wurde dort 1940 mit der Arbeit Passage of Neutrons through Ferromagnetic Materials bei Otto Halpern promoviert (1936 erhielt er einen Master-Abschluss an der Columbia University). Ab 1941 war er Physiker bei den Forschungslaboratorien der Westinghouse Electric Corporation. Er wurde dort 1942 Research Physicist, 1949 Advanced Physicist und 1952 Consulting Physicist. 1960 verließ er Westinghouse und wurde Professor an der University of Pittsburgh. 1965 wurde er Professor an der University of California, Los Angeles.
Mit Henry Primakoff führte er 1940 die Holstein-Primakoff-Transformation ein. Sie ist für die Theorie der Spinwellen von Bedeutung.
In der Atomphysik behandelte er 1947 als Erster den Einfang von Resonanzstrahlung in Gasen korrekt (später angewandt in Laserphysik, Astrophysik und Photochemie, fand aber auch Anwendung auf Phononen und im Festkörper).
Weitere bedeutende Arbeiten waren über das Polaron (Einführung des small polaron), die Absorption von Metallen im Infraroten, eine mikroskopische Theorie des collision drag Phänomens von Brian Pippard (Mitnahme der Fermifläche durch die Ultraschallwelle in der Theorie der Absorption von Ultraschall), über Bloch-Elektronen in magnetischen Feldern (Hall-Effekt) und sein Übersichtsartikel über die Transporteigenschaften in einem Elektron-Phonon-Gas. Er korrigierte die Förster-Dexter-Theorie des photoinduzierten Energietransfers zwischen Molekülen und fand neue Mechanismen für Energietransfer in ungeordneten Systemen.
1976 wurde er Mitglied der American Academy of Arts and Sciences, 1981 der National Academy of Sciences.